# Эбботт и Костелло встречают полицейских из Кистоуна
Эбботт и Костелло встречают полицейских из Кистоуна (англ. Abbott and Costello Meet the Keystone Kops) — американская комедия 1955 года. Продолжение приключений Эбботта и Костелло. Предыдущий фильм — «Эбботт и Костелло встречают доктора Джекилла и мистера Хайда» (Abbott and Costello Meet Dr. Jekyll and Mr. Hyde), следующий — «Эбботт и Костелло встречают мумию» (Abbott and Costello Meet the Mummy).

## Сюжет
1912 год. Гарри Пирс и его друг Вилли Пайпер вкладывают $5000 в киностудию-однодневку «Эдисон» под руководством мошенника Джозефа Гормана, который немедленно сбегает с деньгами и своей подругой Леотой в Голливуд, где изображает из себя режиссёра из Европы Сергея Туманоффа, а Леота — кинозвезду.
Пирс и Пайпер, поняв, что их надули, отправляются в погоню за жуликом. Прибыв в Лос-Анджелес, они собираются принять участие в съёмках вестерна, режиссёром которого наняли Туманоффа. Тот разъярён их появлением, но директор студии, мистер Снейвли, нанимает приятелей на должности каскадёров, впечатлённый их трюковыми способностями. Тогда Туманофф пытается уничтожить приятелей, пока они не раскрыли его истинную личность. Перед исполнением ими каскадёрских трюков он портит парашют, заменяет холостые патроны на боевые, но друзьям чудом удаётся избежать смерти и ранений. Просмотрев сцену с самолётом, мистер Снейвли решает, что из Пирса и Пайпера получится отличный комедийный дуэт и даёт указание Туманоффу снять эту парочку в ролях. Тогда Горман-Туманофф с подругой решают завязывать с маскарадом и выкрадывают из студийного сейфа $75 000, но застигнуты с поличным Гарри и Вилли, которые бросаются за ними в погоню. Помочь им они просят «полицейских из Кистоуна», находящихся на съёмочной площадке в ожидании начала съёмок. Пирс и Пайпер не догадываются, что эти полицейские — не настоящие, а «полицейские» — что это настоящая погоня, а не съёмки. Погоня продолжается через весь город и заканчивается на аэродроме, где преступников хватают.

## В ролях
- Бад Эббот — Гарри Пирс
- Лу Костелло — Вилли Пайпер
- Фред Кларк — мошенник Джозеф Горман (режиссёр Сергей Туманофф)
- Мак Сеннет — камео
- Линн Бари — Леота ван Клиф, подруга Гормана
- Макси Розенблюм — Хиндс
- Гарольд Гудвин[англ.] — кинооператор
- Роско Эйтс[англ.] — водитель фургона
- Хейни Конклин — охранник в студии
- Хэнк Манн — реквизитор

В титрах не указаны
- Джо Бессер — охотник
- Пол Дубов — Джейсон, пилот самолёта
- Фрэнк Уилкокс — Рудольф Снейвли

## Факты
- После того, как фильм был снят, студия Universal решила сменить название на «Эбботт и Костелло — каскадёры» (Abbott and Costello in the Stunt Men), посчитав упоминание о серии англ. Keystone Kops устаревшим, однако вскоре согласилась оставить название[1].
- Съёмки фильма проходили с 7 июня по 9 июля 1954 года.
- В фильме снялись дочь Костелло, Кэрол (билетёрша в театре), режиссёр серии Keystone Kops Мак Сеннет (камео) и трое из «кистоунских полициейских»: Хейни Конклин, Хэнк Манн и Гарольд Гудвин[2].
- Фильм дважды выходил на DVD: 4 октября 2005 года на диске «Эбботт и Костелло: Лучшее. Выпуск 4» и 28 октября 2008 на диске «Эбботт и Костелло: Полная коллекция Universal Pictures».

## Премьерный показ в разных странах
- США — 2 февраля 1955 (только в Лос-Анджелесе)
- Швеция — 21 февраля 1955
- Бельгия — 11 марта 1955
- Дания — 25 апреля 1955
- Финляндия — 13 мая 1955
- Португалия — 25 июля 1957
- Западная Германия — 23 сентября 1960
- Испания — 19 декабря 1966 (только в Барселоне); 12 декабря 1968 (только в Мадриде)